# دوتشي
دوتشي (/ˈduːtʃeɪ/ DOO-chay ، Italian: ‎[ˈduːtʃe]‏) هو لقب إيطالي مشتق من الكلمة اللاتينية دوكس ولفظ قريب من الدوق. أطلق على زعيم الحزب الوطني الفاشي بينيتو موسوليني فأصبح لقبه «سعادة بينيتو موسوليني، رئيس الحكومة، ودوتشي الفاشية ومؤسس الإمبراطورية» (بالإيطالية: Sua Eccellenza Benito Mussolini, Capo del Governo, Duce del Fascismo e Fondatore dell'Impero)‏. تأسس في عام 1925، حيث كان صاحب سلطة ليحكم نيابة عن ملك إيطاليا. تمت إضافة «مؤسس الإمبراطورية» للاستخدام الحصري من قبل موسوليني تقديرا لدوره في تأسيس كيان قانوني رسمي للإمبراطورية الإيطالية نيابة عن الملك في عام 1936 بعد فوز إيطاليا في الحرب الإيطالية الإثيوبية الثانية. بقي موسوليني في منصبه حتى العام 1943 بعد عزله من قبل الملك فيكتور عمانويل الثالث وإلغاء المنصب وإعادة منصب رئيس الوزراء السابق. كان هذا المنصب النموذج الذي اعتمد عليه قادة فاشيون آخرون مثل الفوهرر من قبل أدولف هتلر. في سبتمبر 1943، لقب موسيليني نفسه بـ«دوتشي الجمهورية الإيطالية الاشتراكية» بعد أن أنقذه حلفائه النازيين الألمان في عملية غران ساسو. توقف الإيطاليين عن استعمال اللقب ويستعملون حالياً كلمات مستعارة من اللغة الإنجليزية لوصف قادتهم وبقي أثراً خالداً لموسوليني.
كان هذا المنصب هو النموذج الذي تبناه الزعماء الفاشيون الآخرون، مثل منصب الفوهرر لأدولف هتلر وكوديلو لفرانسيسكو فرانكو. في سبتمبر 1943، سمى موسوليني نفسه باسم «دوتشي الجمهورية الإيطالية الاشتراكية» (بالإيطالية: Duce della Repubblica Sociale Italiana)‏، وشغل هذا المنصب حتى انهيار الجمهورية الاجتماعية الإيطالية حتى وفاته في أبريل 1945.

## تاريخ المصطلح
تم استخدام «دوتشي سوبريمو» («المرشد الأعلى») بشكل رسمي أكثر بواسطة فيكتور إيمانويل الثالث في عام 1915، خلال الحرب العالمية الأولى، في إشارة إلى دوره كقائد أعلى للقوات المسلحة. كما استخدم المصطلح غابرييل دانونسيو ديكتاتور ريجنسي كارنارو الإيطالي الذي أعلن نفسه في عام 1920، والأهم من ذلك الدكتاتور الفاشي بينيتو موسوليني.

## الخلافة
أراد موسوليني أن يقوم مجلس الفاشية الكبير باختيار خليفة له من قائمة الرجال الثلاثة الذين اختارهم موسوليني بنفسه، وتقديم الاسم للموافقة عليه من قبل الملك. اعتبارًا من عام 1940، ربما كان يعد صهره غاليزو سيانو كخليفة له.

## قائمة
| الصورة         | دوتشي (مواليد–وفاة)         | تولى المنصب     | غادر المنصب            | المدة             | الحزب | الحزب                       |
| -------------- | --------------------------- | --------------- | ---------------------- | ----------------- | ----- | --------------------------- |
|                | بينيتو موسوليني (1883–1945) | 23 مارس 1919    | 9 نوفمبر 1921          | 26 سنوات و33 أيام |       | الفاشية القتالية الإيطالية ‏ |
| 9 نوفبر 1921   | بينيتو موسوليني (1883–1945) | 25 يوليو 1943   | الحزب الوطني الفاشي    | 26 سنوات و33 أيام |       |                             |
| 23 سبتمبر 1943 | بينيتو موسوليني (1883–1945) | 28 أبريل 1945 † | الحزب الجمهوري الفاشي ‏ | 26 سنوات و33 أيام |       |                             |